# بابستوفو (جيفريج)
بابستوفو (بالروسية: Бабстово) هي مدينة في مقاطعة الأوبلاست اليهودية الذاتية في روسيا.
يبلغ عدد سكانها حوالي 3680  نسمة.